# Mauligobius nigri
Mauligobius nigri är en fiskart som först beskrevs av Günther, 1861.  Mauligobius nigri ingår i släktet Mauligobius och familjen smörbultsfiskar. Inga underarter finns listade i Catalogue of Life.